# Лингенфельд
Лингенфельд (нем. Lingenfeld) — община в Германии, в земле Рейнланд-Пфальц.
Входит в состав района Гермерсхайм. Подчиняется управлению Лингенфельд. Население составляет 5514 человек (на 31 декабря 2010 года). Занимает площадь 15,33 км².

## Города-побратимы
- Торси (Франция, с 1972)